# Cirsium valentinum
Cirsium valentinum là một loài thực vật có hoa trong họ Cúc. Loài này được Porta mô tả khoa học đầu tiên năm 1892.